# Coldrerio
Coldrerio es una comuna suiza del cantón del Tesino, situada en el distrito de Mendrisio, círculo de Riva San Vitale. Limita al de norte y noreste con la comuna de Castel San Pietro, al sureste con Balerna, al sur y suroeste con Novazzano, y al noroeste con Mendrisio.